# Schiltigheim
Schiltigheim (in Elzasser dialect: Schilick) is een gemeente in het Franse departement Bas-Rhin (regio Grand Est). De gemeente telde 34.382 inwoners op 1 januari 2022. De plaats en Straatsburg liggen tegen elkaar aan. Schiltigheim maakt sinds 1 januari 2015 deel uit van het arrondissement Strasbourg, daarvoor van het op die dag opgeheven arrondissement Strasbourg-Campagne.

## Geschiedenis
In de 9e eeuw ontstond hier een dorp rondom een kasteel met de naam Sciltung. In de 15e eeuw vestigden zich hier mensen, die verdreven waren  uit het nabijgelegen Adelshoffen, een in de 16e eeuw verdwenen gehucht, op welks grondgebied in de 19e eeuw de bierbrouwerij van die naam is gebouwd. Tot aan het midden van de 18e eeuw was Schiltigheim een vrij onbeduidend boerendorp. Afgezien van enkele vakwerkhuisjes in het centrum, heeft de plaats dan ook vrijwel geen historische bouwwerken van voor 1850.
Tijdens de Industriële Revolutie trad een verandering in. Ten eerste, doordat bierbrouwerijen zich er vestigden omdat ter plaatse geschikt schoon bronwater voorhanden was en de landbouw in de omgeving gerst en hop voortbrengt. En ten tweede, doordat de stad  Straatsburg zich steeds verder uitbreidde, en er dus behoefte was aan woningen in de omgeving: Schiltigheim ontwikkelde zich tot een voorstad van Straatsburg.
Een monument bij het kerkhof van de Église Sainte-Famille is opgedragen aan de Franse verdedigers tijdens het Beleg van Straatsburg tijdens de Frans-Duitse Oorlog (1870-1871).

## Economie

### Bier
Schiltigheim is al sedert de 18e eeuw de stad van het bière schilikoise, het Schilicker bier. Het aantal brouwerijen, en in geringe mate ook de werkgelegenheid daarin, is na 2000 teruggelopen. Er  staat nog één grote industriële brouwerij: een uit 1746 daterende, van het biermerk Espérance, tegenwoordig van Heineken. Hier worden o.a. ook de in Frankrijk bekende Fischer- en Adelshoffen-bieren, het bier Ancre, Amstel-bier (in licentie) en Desperados gebrouwen.
De voormalige grote Fischer-brouwerij (met als van oudsher bekend logo een  bier drinkend mannetje met een zwarte muts op, het  Fischermannele) is na de overname door Heineken gesloten. Het brouwerijcomplex moet in 2024 plaats maken voor een grote bioscoop en een nieuwe woonwijk. De voormalige Adelshoffen-brouwerij is na de overname door Heineken gesloopt en heeft plaats gemaakt voor een woonwijk met het principe duurzaam en ecologisch bouwen. Een andere al uit 1740 daterende bierbrouwerij, Schutzenberger, is in 2006 gesloten. Deze brouwerij werd enige jaren later in Saverne heropgericht.

### Overig
Schiltigheim bezit een fabriek van koelinstallaties voor bierbrouwerijen, en verder veel midden- en kleinbedrijf.

## Geografie, verkeer en ligging
De oppervlakte van de gemeente bedroeg op 1 januari 2022 7,63 vierkante kilometer; de bevolkingsdichtheid was toen 4.506,2 inwoners per km².
De plaats ligt direct ten noorden van de stad Straatsburg en is daar in feite een voorstad van. De dichtstbijzijnde autosnelweg is de A4, afslag 50 Bischheim of 51 Strasbourg-Centre.
Per openbaar vervoer is de plaats te bereiken vanuit de aangrenzende plaatsen Bischheim en Straatsburg. De stadsbussen en trams van Straatsburg doen ook Schiltigheim aan.
Het station van Schiltigheim zelf, gelegen aan een zeer uitgestrekt rangeerterrein (Hausbergen genaamd), is alleen nog in gebruik voor goederentreinen.

De onderstaande kaart toont de ligging van Schiltigheim met de belangrijkste infrastructuur en aangrenzende gemeenten.

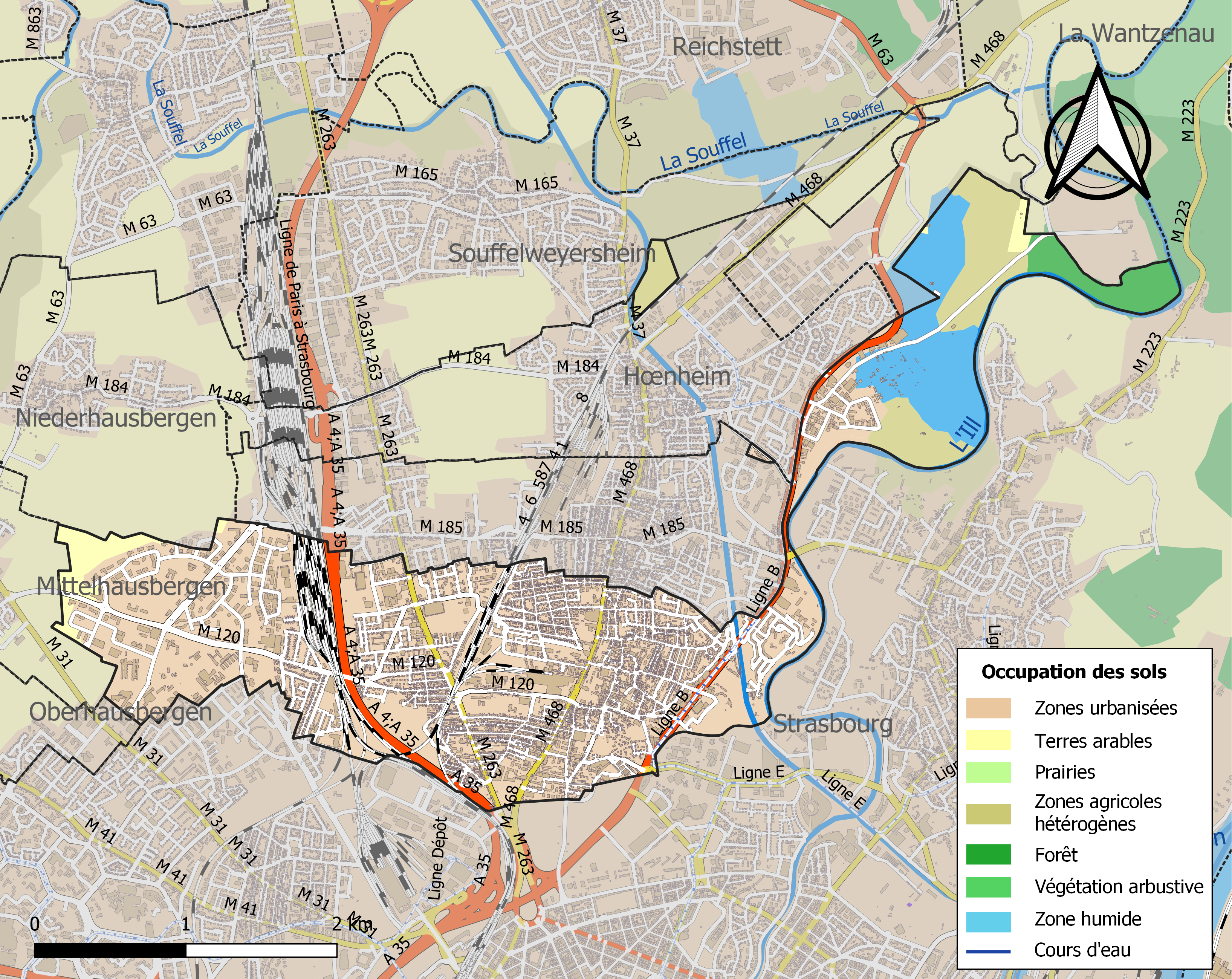

## Demografie
Onderstaande figuur toont het verloop van het inwonertal (bron: INSEE-tellingen).

## Sport
Schiltigheim beschikt over  een groot zwemstadion, dat normaal toegankelijk is als zwembad. Biljarten, met name driebanden, is in Schiltigheim ook een populaire, veel beoefende sport.

## Geboren
- Ernst Stahl (21 juni 1848 - overleden te Jena in 1919), belangrijk Duits botanicus; pionier in de ecofysiologie. Stahl bestudeerde o.a. de wisselwerking tussen enerzijds schimmels en anderzijds planten en bomen. Ook bestudeerde hij de wisselwerking  tussen planten en licht, en afweermechanismen van planten tegen vraat door o.a. insecten.
- Ernst Barthel (17 oktober 1890 - overleden te Oberkirch (Baden) op 16 februari 1953), omstreden, maar in de periode 1921 - 1939 invloedrijk  Duits filosoof en wiskundige. Hij ontwikkelde theorieën op basis van het thema polariteit. Zijn wiskundige theorieën gelden tegenwoordig als achterhaald en onjuist.
- Adolphe Jung (1902-1992), chirurg en hoogleraar geneeskunde, tevens geallieerd spion tijdens de Tweede Wereldoorlog
- Thomas Voeckler (1979), wielrenner
- Bruno Spengler (1983), Frans-Canadees autocoureur in de DTM-klasse
- Pierre-Hugues Herbert (1991), tennisser